# 石川県立歴史博物館
石川県立歴史博物館（いしかわけんりつれきしはくぶつかん）は、石川県金沢市出羽町にある石川県の歴史を扱う博物館である。
併設する加賀本多博物館とともに「いしかわ赤レンガミュージアム」の愛称で親しまれる。

## 概要
1968年（昭和43年）、金沢市広坂で旧制第四高等学校（現在の四高記念文化交流館）の旧校舎を用いて、石川県立郷土資料館として開館したのが始まり。収蔵品で手狭になったため、先に移転していた金沢美術工芸大学の建物を金沢市から譲り受け、1986年（昭和61年）に開館した。
のち、2013年（平成25年）3月から大規模改修工事が行われ、北陸新幹線開業後、2015年（平成27年）4月17日、「いしかわ赤レンガミュージアム」の一環として、敷地内に併立する加賀本多博物館とともにリニューアルオープンした。
施設は、本多の森公園の緑に囲まれ、多くの文化施設に隣接している。常設展の他に、通常年間に特別展3回と企画展3回が開かれる。

## 建物
建物は、1909年（明治42年）から1914年（大正3年）に建てられた金澤陸軍兵器支廠の兵器庫3棟(旧陸軍九師団)で、1990年（平成2年）に国の重要文化財に指定された。1998年（平成10年）には旧建設省の50周年を記念した公共建築100選の一つに選ばれた。
2024年（令和6年）1月1日に発生した能登半島地震では、バックヤードの天井に亀裂が生じる被害が発生した。

## 展示室
第1棟に常設展示室3、特別展示室1、第2棟に常設展示室1、第3棟に常設展示室4、特別展示室1が設けられている。第1棟の第1展示室から第3展示室では、旧石器時代から近現代までの石川県の歴史に関する所蔵品が展示されている。第2棟の第4展示室には実物資料に触れることができる歴史体験コーナーがある。第3棟の第5展示室と第6展示室は、繊維産業など石川県に関わりの深い近世・近代の科学技術を解説。第3棟の第7展示室では江戸時代の暮らし、第8展示室では伝統工芸品などに関する展示が行われている。

## 文化財
重要文化財

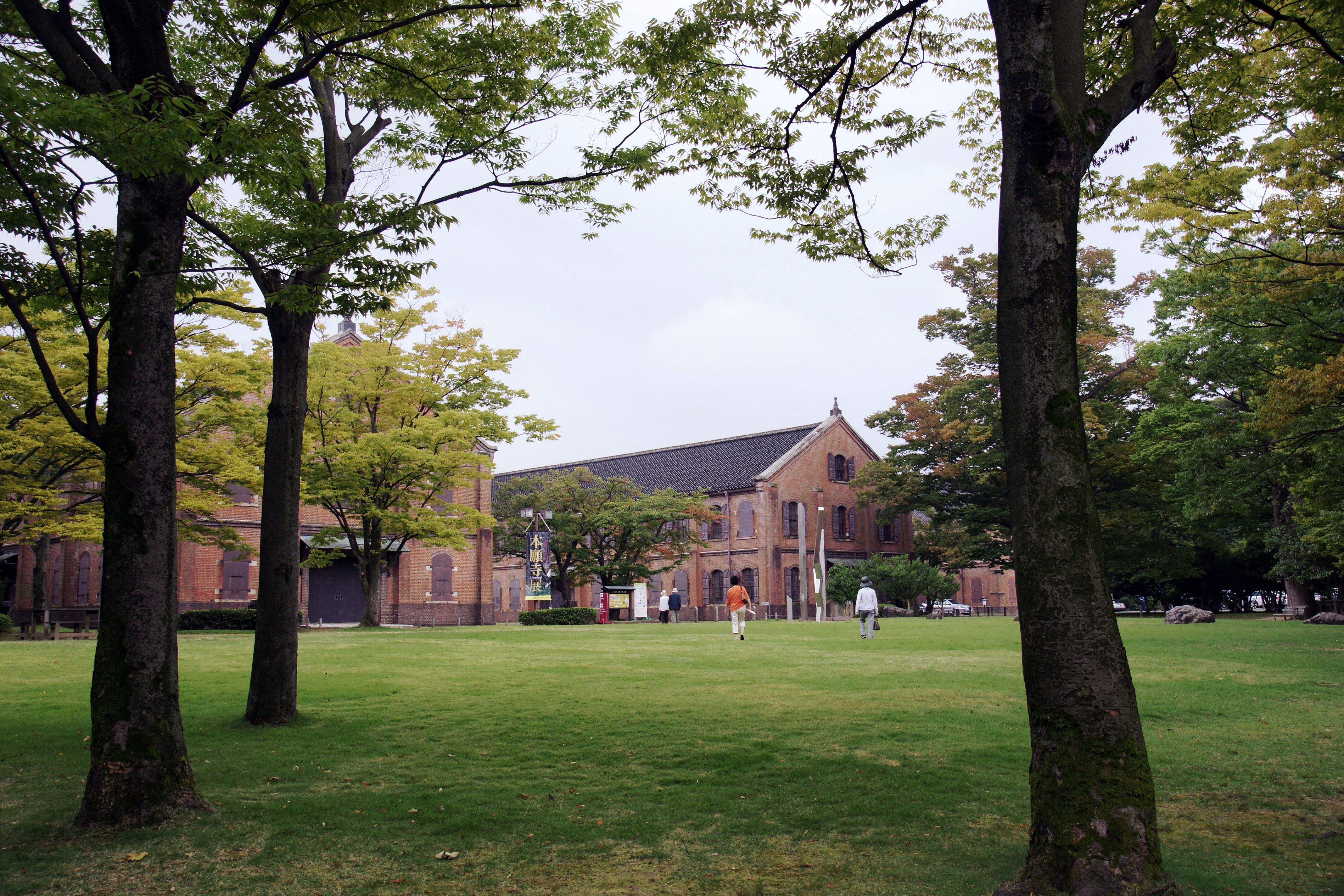
遠景

- 旧金澤陸軍兵器支廠 - 第一棟：1914年（大正3年）竣工、第二棟：1913年（大正2年）竣工、第三棟：1909年（明治42年）竣工
- 春日懐紙（紙背春日本万葉集）17枚

重要有形民俗文化財
- 白峰の出作り生活の用具（内483点）

## 他館との交流
大韓民国全北特別自治道全州市の国立全州博物館とは、同館の開館直後である1991年（平成3年）から姉妹館提携を結び展示資料の貸し借りや、職員の相互派遣等を行っている。2001年に同館で提携10周年を記念した「韓日古代人の土と暮らし」展、2006年（平成18年）に同館で提携15周年を記念した「全羅北道の歴史と文化」展、2015年（平成27年）に同館で姉妹館交流25周年を記念して「朝鮮王朝―宴と儀礼の世界」展などの姉妹館交流周年記念特別展を開催している。

## 周辺施設
- 本多の森公園
  - 国立工芸館 - 当館北西に隣接
  - 石川県立美術館
  - 加賀本多博物館
  - 石川県立能楽堂
  - 本多の森北電ホール
  - 石川護国神社
  - 金沢神社
- 兼六園
- 金沢21世紀美術館
- いしかわ生活工芸ミュージアム
- 成巽閣
- 鈴木大拙館
- 金沢医療センター

## 交通アクセス
- 金沢駅からバスで20分「出羽町」または「成巽閣前」バス停下車
- 金沢ふらっとバス（菊川ルート）「本多の森ホール」または「県立美術館」バス停下車